# Ray-Güde Mertin
Ray-Güde Mertin (* 19. Juli 1943 in Marburg; † 13. Januar 2007 in Bad Homburg vor der Höhe) war eine deutsche Philologin, Literaturagentin und Übersetzerin portugiesischer, brasilianischer, spanischer und hispano-amerikanischer Literatur ins Deutsche.

## Leben und Werk
Ihr Abitur legte sie im Jahre 1963 an der Deutschen Schule in Barcelona ab. Von 1963 bis 1969 studierte sie Germanistik und Romanistik an der Freien Universität Berlin. Für den Deutschen Akademischen Austauschdienst (DAAD) nahm sie eine Tätigkeit in den Jahren 1969 bis 1977 als Lektorin in São Paulo und Campinas in Brasilien auf.
An der Universität zu Köln promovierte Mertin 1978 in Romanischer Philologie mit einer Arbeit über den brasilianischen Autor Ariano Suassuna. Ein Jahr vorher hatte sie ihren Wohnsitz nach New York verlegt, um dort bis 1982 eine freie Übersetzertätigkeit und Vertretung für deutsche Verlage als Literaturagentin aufzunehmen. Sie übertrug Romane der Schriftsteller Clarice Lispector, António Lobo Antunes, José Saramago und João Ubaldo Ribeiro ins Deutsche. Daneben verfasste sie Arbeiten über portugiesische und brasilianische Literatur in Fachzeitschriften. Auch fertigte Mertin Einträge in Harenbergs Lexikon und in dem Neuen Literaturlexikon bei Kindler an.
Nach der Rückkehr nach Deutschland im Jahre 1982 gründete Mertin eine Agentur zur Übersetzung von Literatur in Bad Homburg. An der Johann Wolfgang Goethe-Universität Frankfurt am Main wurde sie im Jahre 1984 als Lehrbeauftragte für brasilianische Literatur tätig, um dann im Jahre 1996 eine Stelle als Honorarprofessorin zu besetzen.
Als Literaturagentin hat Mertin viele portugiesischsprachige Schriftsteller vertreten. Sie war lange im Vorstand der Gesellschaft zur Förderung der Literatur aus Afrika, Asien und Lateinamerika aktiv und organisierte Lesereisen lusophoner und hispanophoner Autoren.

## Auszeichnungen
- BücherFrau des Jahres 2005, eine Ehrung des 1990 gegründeten Branchen-Netzwerks BücherFrauen

## Werke
- Ariano Suassuna, "Romance d’a pedra do reino", Genève 1979
- Brasilien, Köln 1987 (zusammen mit Wolfgang Pfeiffer)

## Herausgeberschaft
- Tigerin und Leopard, Zürich 1988
- Zur literarischen Übersetzung aus dem Portugiesischen, Frankfurt am Main 1991 (herausgegeben zusammen mit Axel Schönberger)
- Studien zur brasilianischen Literatur, Frankfurt am Main 1993 (herausgegeben zusammen mit Axel Schönberger)
- Bibliographie der brasilianischen Literatur, Frankfurt am Main 1994 (herausgegeben zusammen mit Klaus Küpper)
- Ina von Binzer: Leid und Freud einer Erzieherin in Brasilien, Frankfurt am Main 1994
- Kurz vor Mitternacht, Frankfurt am Main [u. a.] 1994
- Literatur aus Brasilien, Frankfurt/M. 1994 (herausgegeben zusammen mit Klaus Küpper)
- Von Jesuiten, Türken, Deutschen und anderen Fremden, Frankfurt am Main 1996

## Übersetzungen
- António Lobo Antunes: Der Judaskuß, München [u. a.] 1987
- António Lobo Antunes: Die Vögel kommen zurück, München [u. a.] 1989
- Ignácio de Loyola Brandão: Kein Land wie dieses, Frankfurt am Main 1986
- Clarice Lispector: Nahe dem wilden Herzen, Frankfurt am Main 1981
- Raduan Nassar: Ein Glas Wut, Frankfurt am Main 1991
- Portugal at its best, Lisboa [u. a.] 1997
- João Ubaldo Ribeiro: Ein Brasilianer in Berlin, Frankfurt am Main 1994
- João Ubaldo Ribeiro: Der Heilige, der nicht an Gott glaubte, Frankfurt am Main 1992
- João Ubaldo Ribeiro: Leben und Leidenschaft von Pandomar dem Grausamen, München [u. a.] 1994
- Murilo Rubião: Der Feuerwerker Zacharias, Frankfurt am Main 1981
- José Saramago: Alle Namen, Reinbek bei Hamburg 1999
- José Saramago: Die Geschichte von der unbekannten Insel, Reinbek bei Hamburg 1998
- José Saramago: Die Nacht, Bielefeld 2009
- José Saramago: Die Stadt der Blinden, Reinbek bei Hamburg 1997
- Márcio Souza: Galvez, Kaiser von Amazonien, Köln 1983
- Márcio Souza: Mad Maria oder Das Klavier im Fluß, Köln 1984
- Antônio Torres: Diese Erde, Frankfurt am Main 1986
- João Urban: Bóias-frias, St. Gallen [u. a.] 1984